# Marie Pasteur
Marie Pasteur, född Laurent, 15 januari 1826 i Clermont-Ferrand i Frankrike, död 26 september 1910 i Paris, var en fransk kemist och bakteriolog. Hon var aktiv som forskarassistent till sin make, Louis Pasteur. 
Marie Pasteur var dotter till rektor Laurent vid Strassburg akademien. Hon gifte sig med Louis Pasteur 29 maj 1849. Hon var sin makes vetenskapliga sekreterare, men även hans forskarassistent och deltog aktivt i hans vetenskapliga experiment. Hon odlade bland annat de silkesmaskar han behövde till sina experiment med deras sjukdomar, och tog hand om de barn han behandlade med sina första experimentella behandlingar. Louis Pasteurs kolleger och elever erkände den betydelse hon som hans assistent hade för hans forskning. Hon flyttade med honom till hans våning i Pasteurinstitutet, och kvarstannade där även efter hans död. Hon begravdes i kryptan i Pasteurinstitutet.